# Pollertshof
Die heutige Diakonische Einrichtung Pollertshof ist aus der Hofstelle Pollert, einer der vier ältesten Stätten hervorgegangen, die Keimzelle der ostwestfälischen Stadt Preußisch Oldendorf in Nordrhein-Westfalen sind. Die Anstalt Pollertshof wurde als Rettungshaus 1851 gegründet.

Gruß aus Pollertshof (1906)

Gruß aus Preuß. Oldendorf (1906)

## Entwicklung
Das im Jahr 1851 gegründete Rettungshaus für verwahrloste oder vernachlässigte Kinder, Mädchen und Jungen, ist die älteste Diakonische Einrichtung der evangelischen Kirche von Westfalen (Gedenktafel), ab 1890 Erziehungsanstalt. Von 1930 bis 1975 wurde die Anstalt als Alters- und Pflegeheim genutzt, und ist seit 1977 Jugendfreizeitheim und Tagungsstätte des Evangelischen Kirchenkreises Lübbecke.

### Leitgedanke
Das Rettungshaus Pollertshof verdankt seine Entstehung dem durch Johann Hinrich Wichern überregional geschärften Bewusstsein zu sozialen Missständen, der Wirkung des Erweckungspredigers Johann Heinrich Volkening auf die Bevölkerung der Grafschaft Ravensberg und aktiven Christen in Oldendorf und Umgebung. Die Erweckungsbewegung war volkstümlich geprägt: „Hier wirkten nicht entscheidend der Adel oder das hohe Beamtentum, sondern meist schlichte Landleute.“

### Verwirklichung
Wichern entsandte auf Bitten des Oldendorfer Pfarrers Gustav Friedrich Hartmann (1813–1896) den erfahrenen Rauhhäusler Ernst Temming (1822–1890), der die Anregung aus dem Kirchspiel Oldendorf verwirklichte. Vorgeschichte, Bemühungen der Pastoren Rothert (1806–1883) und Hartmann sowie die Förderung durch Oldendorfer Bürger und Werdegang des Pollertshofs seit Aufnahme der ersten Zöglinge im Jahre 1851 bis 1930 beschreibt Ulrich Rottschäfer, Erweckung und Diakonie in Minden-Ravensberg. Das Rettungshaus Pollertshof 1851–1930. Diakon Groeneveld wurde im Jahre 1930 nach Auflösung der Anstaltsschule Hausvater des Alters- und Pflegeheims. Pollertshof wurde in landwirtschaftlicher Weise betrieben. Friedrich Wilhelm Buckesfeld schildert eindrucksvoll im zwanzigseitigen Kapitel „In einer neuen Welt“ seine dreijährige Gehilfenzeit 1877–1880 auf Pollerthof unter Ernst Temming. Buckesfeld: Auf Wicherns Pfaden. 1934, S. 26–46.
Arbeite gern, und sei nicht faul. Gebratene Tauben fliegen niemandem ins Maul. Schriftband das ehemalige Taubenhaus umschließend.

## Die Hofstelle Pollert

### Ursprung
Die Altbauernstätte Pollert ist eine der ersten in der Ansiedlung Oldendorf in sächsischer Zeit, die in der Amtsperiode (969–996) des Bischofs Milo von Minden als Aldenthorpe erwähnt wird. In einer Urkunde des Kaisers Otto II. vom 12. Februar 974 werden vier eng benachbarte Villen genannt; eine ist die Stätte Pollert die in Ober Oldendorf an für Ackerbau günstigem Platz und zugleich an der „Oldendorfer Bache“ gelegen ist. Ihre hohe Wirtschaftskraft wird im Kataster von 1686 mit dem höchsten Kontributionsrang 1 bewertet, später Stätte Oldendorf, Linkenstraße (Bergstraße) Nr. 1.
Die Bezeichnung der Stätte könnte sich von poll ableiten, nach Jellinghaus ein „abgerundeter, ragender Hügel“ – andernorts ist die Lagebezeichnung „uf’m Polle“ gebräuchlich. Tatsächlich liegt der Hof zu Ober Oldendorf an einer merklichen Geländestufe oberhalb der Mitte mit der St.-Dionysius-Kirche der späteren Akzisestadt Preußisch Oldendorf.
Der Geschlechtername Pollert ist in zwei Urkunden vom 12. Dezember 1492 erstmals schriftlich nachgewiesen. Gerke Pollard ist Mitstifter für die Errichtung der Stelle eines Kaplans. Der Hof war Lehnsgut der Linie Gesmold der Familien von dem Bussche; schon in einem Teilungsvertrag von 1446 der Familien wird diese Stätte vermutlich durch Detert Polhert angesprochen.
Die Stätte Pollert zu Ober Oldendorf ist nach 1501 eigen Haus Groß Engershausen; denn Johan von der Recke zu Drensteinfurt verkauft in dem Jahr Steinmanns, Pollerts und Hoyers Erbe zu Oldendorf, also drei eng benachbarte Stätten, an Reineke von Schloen genannt Tribbe (zu Fiegenburg).

### Zur Familiengeschichte
Nach einer Rekonstruktion aus Einträgen im Familien-Register vom Kirchspiel Oldendorf, 1630 etc. sollten taufnamentlich nicht bekannte Eltern auf der Stätte Pollert vor 1668 geheiratet und drei Söhne und eine Tochter haben. Der Vater stirbt nach 1682, und die Mutter geht die Ehe mit dem 15. September 1652 getauften Henrich Cording (Koring) aus Schröttinghausen ein; er hat die Stätte bis zur Großjährigkeit des Erben unter. Ihr Sohn erster Ehe, der am 29. September 1675 getaufte Frantz Moritz Pollert, wird Erbe der Stätte; sein jüngerer Bruder Johan Balduin, der Erbe nach Jüngstenrecht, wurde von Frantz Moritz laut Visitationsprotokoll von 1721 abgefunden. Frantz Moritz heiratete 1702 Cathrin Ilsebein Bruns.
Der 1791 geborene Urenkel Friedrich Wilhelm des Franz Moritz wird nach Erbgang in männlicher Linie im Jahre 1819 Kolon der Stätte Pollert. Er heiratete 1816 Anne Marie Sophie Charlotte Steffen, geboren 1793 in Oldendorf „In der Mühle nach Schelen Hause“, der „mittelsten Mühle“. Friedrich Wilhelm war zunächst dort Müller (1816) und übernahm 1819 die Hofstelle Pollert von seinem Vater Peter Henrich Pollert, der nämlich zu dieser Zeit Leibzüchter war.
Dem nunmehrigen Besitzerehepaar wurden zehn Kinder geboren, von denen die zwischen 1824 und 1833 geborenen sechs Kinder im Jahre 1834 nicht mehr leben. (Ein Zweijähriger starb durch Ertrinken.) Auch das älteste Kind, eine Tochter, starb neunjährig schon 1826. Nur drei Söhne werden großjährig und heiraten.
Der Älteste Friedrich Wilhelm Pollert heiratet in Oldendorf 1842 Dorothee Louise Friederike Blomenkamp vom Hedemer Buschholz, Ksp. Alswede; von ihren wandert der 1843 geborene Sohn Friedrich Wilhelm Pollert 1858 nach Nordamerika heimlich aus, heiratet und hat Nachkommen. Friedrich Wilhelm Pollert heiratet als Witwer Anne Marie Ilsabein Kötter aus Obermehnen.
Friedrich Wilhelm Pollerts jüngere Brüder Caspar Heinrich (1820–1899) und Johann Friedrich Pollert (1822–1901) emigrieren nach Nordamerika und heiraten dort. Sie siedeln als Farmer in Indiana und haben in ihrer neuen Heimat viele Nachkommen. Der Jüngere emigriert als erster vor 1849, er heiratete nämlich im Juni 1849 in Brownstown, Jackson County, Indiana. Nachdem seine Mutter geb. Steffen fünf Wochen danach in Deutschland starb verlässt auch Witwer Johann Wilhelm Pollert zusammen mit seinem Sohn Caspar Heinrich Deutschland; beide erreichen mit demselben Schiff von Bremen aus New Orleans im Juni 1850. Laut Volkszählung vom September 1850 lebt der Vater „Frederick W Pollard“ im Haushalt des schon verheirateten Sohnes Johann Friedrich in Brownstown. Caspar Heinrich heiratet 1853 in Wegan, Jackson County. Vater Friedrich Wilhelm Pollert scheint erneut geheiratet zu haben, er wird vor 1880 gestorben sein; denn laut Census von 1880 lebt eine eingewanderte Sophie 76-jährig als Witwe und Stiefmutter im Haushalt des Caspar Heinrich.

### Wandlung zur Rettungsanstalt
Die Hofstelle Oldendorf Nr. 1 stand seit 1835 unter Konkurs und wurde 1844 vom Kaufmann Stille zu Renkhausen erworben. Die wirtschaftlichen Verhältnisse werden nach der Ablösung vom Oberhof Gut Groß Engershausen schwierig gewesen sein.
Durch beträchtliche Summen habe sich das Bauernvolkes die Freiheit aus der Leibeigenschaft erkaufen müssen, was die Barmittel der Bauern so sehr gemindert habe, „dass mancher Hof nicht in der Lage war, den finanziellen Verpflichtungen nachzukommen, und es kam zu Teil- und Gesamtverkäufen. Ein solches Schicksal traf auch den Hof des Geschlechtes Pollert in Oldendorf, der infolge Geldnot in Besitz des Gutsbesitzers Stille auf Renkhausen gelangte.“ Walter Feld war von 1918 bis 1921 Lehrkraft der Pollertshofer Schule.
Im Jahre 1802 hatte Colon Pollert noch Ackerland und eine Wiese angekauft. Die noch ausstehende Ablösung der Domänen-Abgaben wird 1846 bereits vom neuen Besitzer Kaufmann Stille entrichtet. Mit dem Eigentümer verhandelt Pfarrer Rothert aus eigenem Antrieb seit 1850 über die Pachtung des unbewirtschafteten Gehöfts. Zu 1851 erfolgt der Abschluss des Pachtvertrages mit dem Vorstand der Anstalt.
Der Wiechern-Mitarbeiter Theodor Rhiem hatte schon 1847 bei einem Besuch in Oldendorf Rothert auf die Notwendigkeit von Rettungshäusern in Westfalen hingewiesen. Letzterem schwebte zu der Zeit jedoch eine patriotische Erziehungsanstalt vor. Mit der Einführung von Pastor Hartmann in die zweite Pfarrstelle wurde die Verbindung zum Rauhen Haus schließlich mit Erfolg wieder aufgenommen, so dass Ernst Temming entsandt wurde, mit dem im August 1851 die Stelle des Hausvaters besetzt wurde. Rottschäfer: Erweckung und Diakonie in Minden-Ravensberg. 1987, S. 258 f. Der Vorstand erhielt durch den Oberpräsidenten Duesberg die Genehmigung zu „großangelegten Haussammlungen in mehreren Landkreisen“. Davon machten Oldendorfer Bürger und sogar Auswärtige erstaunlich weiträumig Gebrauch. Rottschäfer, S. 98.
Ernst Heinrich Temming, geboren am 1. März 1822, wurde am 7. April 1853 mit Marie Christine Kleffmann von Pfarrer Rothert getraut. Sie war die am 12. März 1853 geborene Tochter des 1849 verstorbenen Bäckers Kleffmann in Oldendorf. – Beginnend mit dieser Eintragung wird in den Kirchenregistern zu Oldendorf Nr. 1 noch Rettungshaus hinzugefügt. – „Mutter Temming“ war durch Wirken in Pastorenhaushalten außerhalb Oldendorfs und im heimischen Geschäft gut vorbereitet; zusätzlich lernte sie ihre künftige Aufgabe Anfang 1853 durch einen Aufenthalt am Ellerhof bei Bremen kennen. Rottschäfer, S. 99.
Der überörtliche Rang des Rettungshauses wird im Bericht des Schulrats Minden des Jahres 1858 beispielhaft deutlich: „Unter den 28 Zöglingen der Anstalt befinden sich sechs aus Minden, theils seitens der Stadt, theils seitens des Vereins zur Rettung verwahrloster Kinder daselbst untergebracht.“ Nach Rottschäfer, S. 122.
Diese Periode Rettungsanstalt fand 1930 ein Ende. „Das neue Reichsjugend-Wohlfahrtsgesetz von 1924 machte sich bemerkbar. Durch die Abneigung der Jugendämter, Kinder der Fürsorgeerziehung zu überweisen, fielen die Belegungszahlen im Pollertshof, wie in anderen Anstalten auch, binnen kurzer Zeit derart zurück, daß die Oldendorfer Anstalt … Ostern 1929 mit nur noch 58 Kindern völlig unterbelegt war. Durch Maßnahmen der damaligen Regierung, so formulierte es später der ehemalige Anstaltslehrer Feld in seinem Geschichtsabriß (Feld, S. 17), seien die ihnen anvertrauten Zöglinge mehr und mehr entzogen, um in staatseigenen Heimen untergebracht zu werden. So trat dann bald der Landeshauptmann der Provinz Westfalen an den Vorstand heran, Pläne zur Umgestaltung des Anstaltsbetriebes zu entwickeln. Zeitweilige Verhandlungen mit der Anstalt Wittekindshof in Volmerdingsen führten zu keinem akzeptablen Ergebnis, da der Pollertshof die baulichen Voraussetzungen für eine Arbeit mit geistig Behinderten nicht bieten konnte.“ Rottschäfer, S. 235 – Der Pollertshof wurde zu einem Altenpflegeheim in der Trägerschaft der Anstalt Bethel.
Die seit 2019 ungenutzten Gebäude sollen nach Aussage des Pfarrers Michael Weber zum Herbst 2023 abgebrochen werden und nach im Februar 2023 vorgestellten Plänen einem neuen Diakoniequartier mit drei Gebäuden weichen.

## Belege
1. ↑  Robert Stupperich: Die evangelische Kirche seit 1803. In: Wilhelm Kohl: Westfälische Geschichte. Bd. 2, Schwann, Düsseldorf 1983, S. 387–415, hier S. 393.
2. ↑  Ulrich Rottschäfer: Ernst Temming (1822–1890). Der erste Rauhhäusler in Westfalen. In: Jahrbuch für Westfälische Kirchengeschichte, Jg. 77, 1984, S. 147–172.
3. ↑  Berend Groenefeld: Der Pollertshof (1930 bis 1975). In: Matthias Benad, Hans-Walter Schmuhl [Hg.]: Bethel-Eckardtsheim. Kohlhammer, Stuttgart 2006, hier S. 382 ff. Teilweise zugänglich, abgerufen am 15. Juli 2015.
4. ↑  Hermann Jellinghaus: Die westfälischen Ortsnamen nach ihren Grundwörtern. Schöningh, Osnabrück 1923, S. 145.
5. ↑  Ludwig Köchling: Die Urkunden des Pfarrarchivs zu Preußisch Oldendorf. Jahrb. d. Vereins f. Westf. Kirchengeschichte, Bd. 38/39, 1937/38, 5-47, hier S. 22 ff.
6. ↑  Dieter Besserer: 300 Jahre Stadtgeschichte Preußisch Oldendorf — 1050 Jahre "Aldenthorpe". Hrsg.: Stadt Preußisch Oldendorf. Kölle-Druck, Preußisch Oldendorf 2019, ISBN 978-3-00-062439-1, S. 847.
7. ↑  Staatsarchiv Münster: Minden-Ravensbergische Regierung, Abt. II, Nr. 232. Bd. 1. Bl. 307. (Besserer, 1985.)
8. ↑  Paderbornsches Intelligenzblatt für den Oberlandes-Gerichts-Bezirk. Nr. 74, 16. September 1835. 13) Nothwendiger Verkauf. Land- und Stadtgericht Lübbecke. „Realitäten des Colon Friedrich Wilhelm Pollert zu Oldendorf ... sollen am 22ten December Morgens 9 Uhr subhastirt werden“.
9. ↑  Walter Feld: Der Pollertshof. Berichte und Zeugnisse aus dem Jahrhundert christlicher Erziehungs- und Pflegearbeit. Preußisch Oldendorf (1951), S. 7.
10. ↑  Sandra Spieker: Ehemaliges Freizeitheim in Minden-Lübbecke: Wie geht es mit dem Pollertshof weiter? Abgerufen am 23. August 2023.